# Сон Му
Сон Му (кор. 선무, род. 1972/1973 г. КНДР) — современный корейский художник.

## Жизнь и творчество
Родился в КНДР. Работал художником в отделе пропаганды Корейской народной армии. В 1998 бежал из Северной Кореи в Китай, затем жил в Лаосе и Таиланде. С 2001 живёт и работает как свободный художник в Южной Корее, где изучал живопись в сеульском университете Хонгик. В Южной Корее, опасаясь репрессий в отношении оставшихся в Северной Корее родственников, принял псевдоним Сон Му, скрывая своё подлинное имя и отказываясь фотографироваться для прессы.
Пишет свои картины в стиле социалистического реализма, зачастую с элементами поп-арта. Выставленная на художественном биеннале в Пусане его работа, изображающая президента КНДР Ким Ир Сена, вызвала скандал; она была снята с экспозиции как представляющая опасность «коммунистического искусства». Сам же художник рассматривает свои работы такого рода как средство политической сатиры.

## Галерея
- Избранные работы Сон Му (на корейском языке)